# P4 Göteborg
Ej att förväxlas med Göteborg radio.
P4 Göteborg är Sveriges Radios lokalradiostation som sänder över Storgöteborg med omnejd. I dag (2017) ingår P4 Göteborg i Sveriges Radio AB och redaktionen ligger i Kanalhuset på Pumpgatan 2 i Göteborg.

## Historia

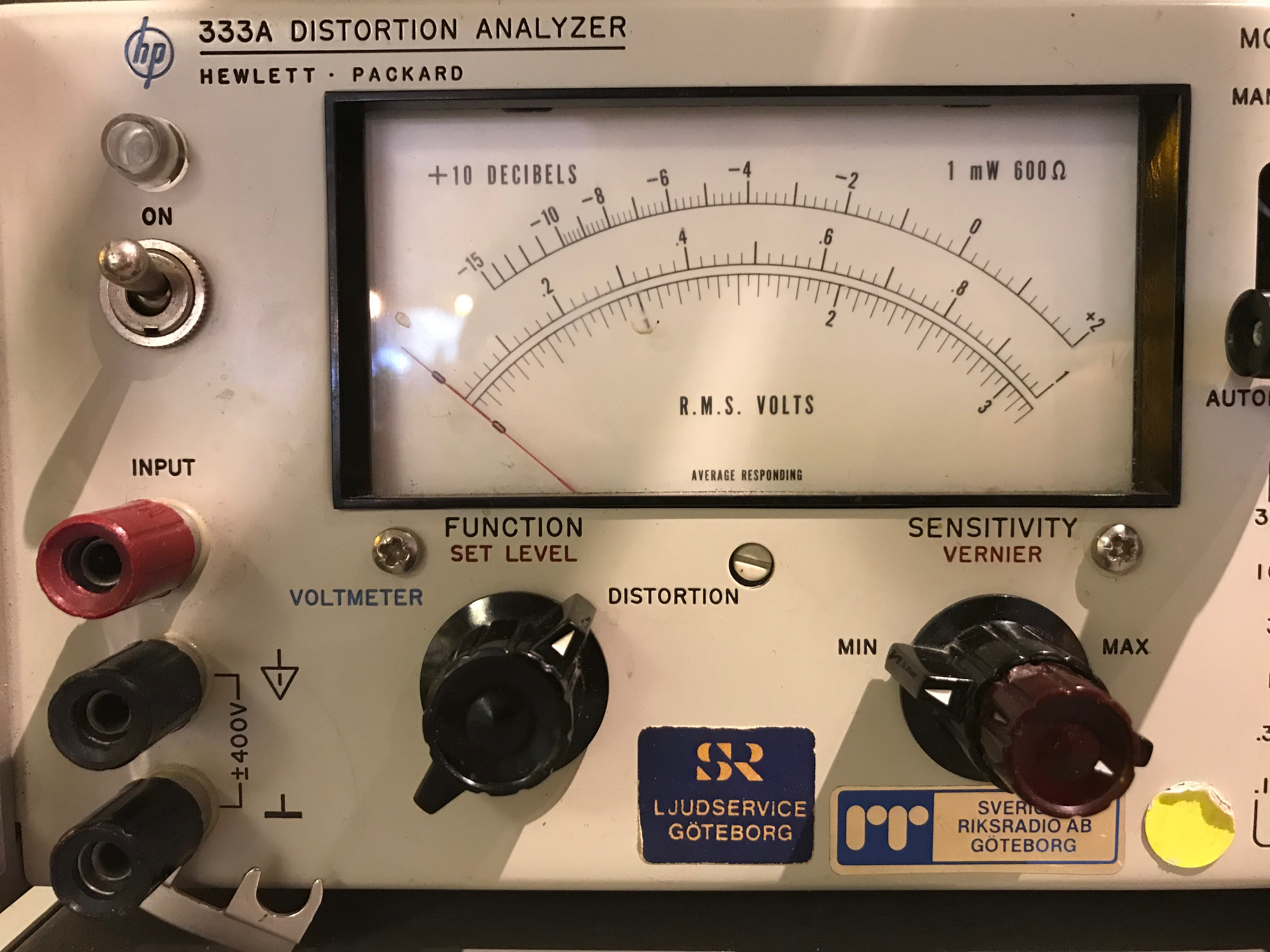
En distortionsanalysator av Hewlett Packard använd av Radio Göteborg.

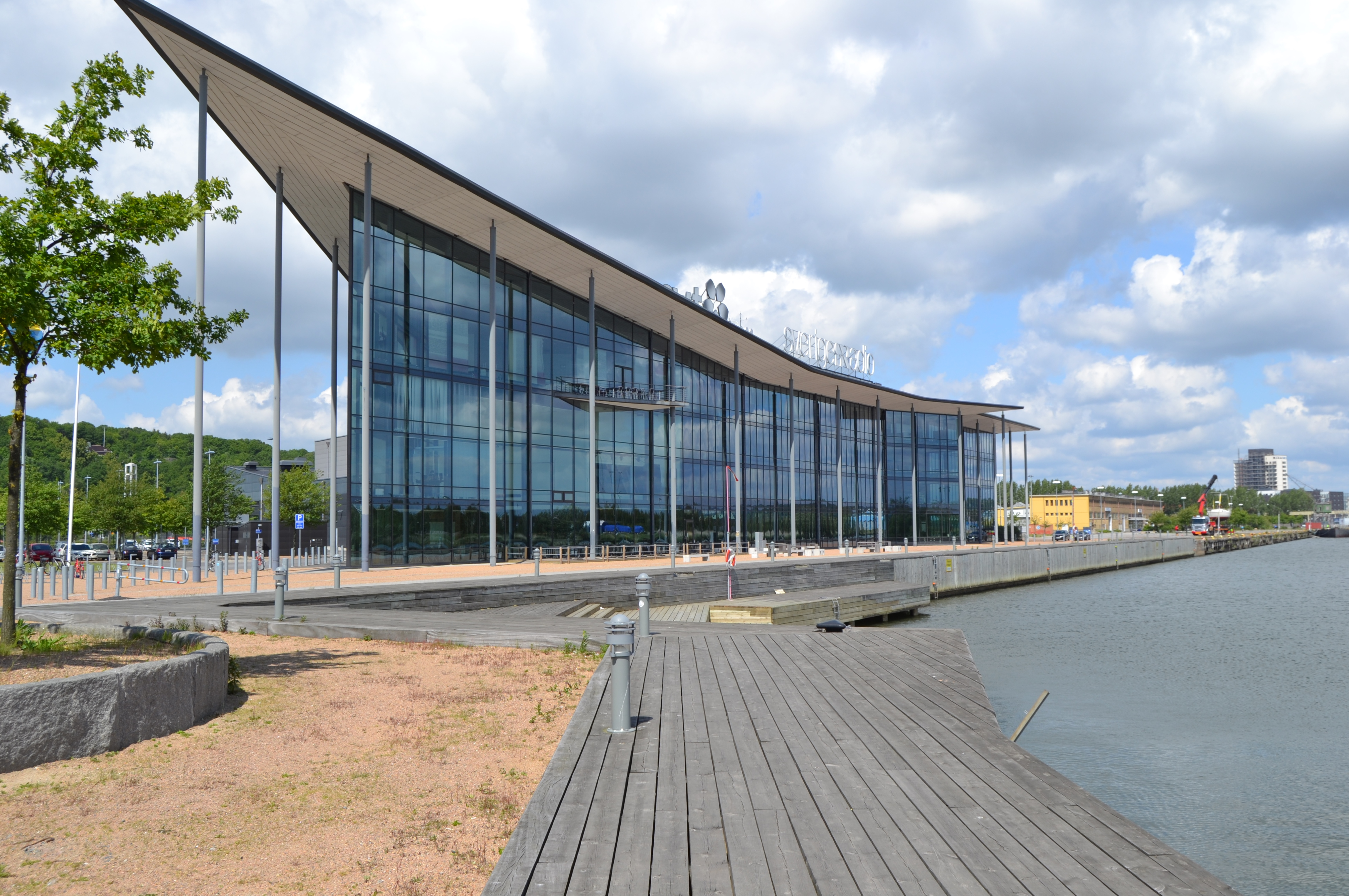
Idag sänder P4 Göteborg ifrån det så kallade Kanalhuset som ligger på gränsen mellan Frihamnen och Lundbystrand på Hisingen.

Verksamheten startade sina sändningar den 31 oktober 1977 under namnet Radio Göteborg. Tillsammans med lokalradiostationerna i Halmstad, Skövde och Uddevalla var Radio Göteborg den sista av de 24 lokalradiostationer inom Sveriges Lokalradio AB (LRAB) som skapades för att sköta lokala och regionala public service-sändningar i Sverige. Till Radio Göteborg hörde länge även Radio Sjuhärad som en lokalredaktion i Borås. Chef för Radio Göteborg var från början Bo Carlson som basade över 13 journalister i Göteborg och fyra i Borås. Lokalerna låg i Östra Nordstaden.
Utöver sändningar på svenska hade man redan från start program på finska och serbokroatiska. Anders Wällhed blev kulturansvarig för stationen och var med och startade ett antal satirprogram - flera som drog på sig anmälningar. I april 1982 fällde Radionämnden 15 satiriska program i Radio Göteborg för "uppenbara, grova övertramp", bland annat Kabaré Apropå med Frank Gunnarsson, Kent Andersson, Roland Jansson, Anders Wällhed, Sonja Gube och Weiron Holmberg med flera, på elva punkter. Detta ledde till att chefen Bo Carlson avskedades vilket i sin tur ledde till strejk bland anställda vid Radio Göteborg. Sju andra lokalradiostationer, samt radions reportagebyrå i Stockholm gick också ut i sympatistrejk. Efter några dagar valde ledningen för lokalradion att stänga Radio Göteborg eftersom man inte fick tag i en ny chef. Personalen lockoutades och stationen hölls stängd i fyra veckor.
Ett annat omdiskuterat och granskningsfällt program från den här tiden var direktsända Elfte timmen, med bland andra Lasse Brandeby, Janne Josefsson, Lennart Persson och Frank Gunnarsson, som sändes över Radio Göteborg och Radio Sjuhärads sändningsområde under åren 1981-1984. Programmet blandade allvar, avslöjanden, satir och folklighet och var första radioprogram i Sverige som man kunde ringa in till och prata utan sluss eller gallring i direktsändning.
1993 slogs Sveriges Lokalradio AB och Riksradion samman.

## Bevakningsområde
Stationens bevakningsområde utgörs av följande kommuner:

- Ale
- Alingsås
- Göteborg
- Härryda
- Kungälv
- Lerum
- Mölndal
- Orust
- Partille
- Stenungsund
- Tjörn
- Öckerö

## Program
Stationen sänder bland annat följande program:

- Alltinget
- Apa
- Får jag lov
- Göteborg Direkt
- Håll Tummarna!
- Morgonprogrammet
- P4 Live
- Radiohuset
- Svenska Skivspår
- Teddy
- Äntligen fredag
- Västekot
- Lokala sporten

## Riksprogram ifrån Göteborg
| P1 - Kaliber - Ring P1 - Språket - Radioteatern i Göteborg | P2 - Mitt i Musiken - Aurora - P2 Live - Klassiskt magasin - Rendezvous | P3 - Brunchrapporten - Morgonpasset i P3 - Christer - Din vän i etern. | P4 - Karlavagnen - Mannheimer och Tengby - P4 Extra Helg - Radiosporten |